# Пир во время чумы
«Пир во вре́мя чумы́» — четвёртая из маленьких трагедий А. С. Пушкина, созданных в болдинскую осень.

## История создания
Эта маленькая пьеса, состоящая из одной сцены, является переводом фрагмента из пьесы шотландского поэта Джона Уилсона «Чумной город» (англ. The City of the Plague), посвящённой лондонской чуме 1665 года. В 1830 году Пушкина в Болдине настигла первая в истории России эпидемия холеры (в письмах он называл её чумой), которая и привлекла внимание поэта к этой теме. Пушкин закончил работу над пьесой 6 ноября 1830 года. Впервые трагедия была опубликована в 1832 году в альманахе «Альциона». Вместе с другими пьесами («Скупой рыцарь», «Моцарт и Сальери», «Каменный гость») «Пир во время чумы» вошёл в сборник «Маленькие трагедии».

## Сюжет
В Лондоне в 1665 году царит эпидемия чумы. Несколько человек накрывают стол на улице и начинают пировать и петь унылые песни. Пиром руководит Вальсингам (его называют Председателем). Во время пира к ним подходит священник и упрекает их в кощунстве и безбожности. Он заклинает их прекратить пир и разойтись по домам, однако Вальсингам возражает ему, что у них мрачные дома, а юность любит радость. Тогда священник напоминает ему, что ещё три недели назад он плакал над могилой своей матери и добавляет, что бедная женщина сейчас плачет на небесах, видя его. Председатель просит священника удалиться. Тот заклинает его именем покойной жены, которое приводит его в смятение. Он говорит, что его падший дух никогда не достигнет того места, где сейчас его мать и жена. Священник уходит, пир продолжается, а Вальсингам остаётся в задумчивости. Его тревожит дух любимой матери.

## Художественная ценность
Пушкин много занимался переводом классики и писал фантазии на тему популярных произведений, но «Пир во время чумы» является единственным в своём роде образцом переводческого искусства Пушкина. Поэт сумел из небольшого отрывка трёхактной пьесы Уилсона создать отдельное произведение, обладающее невероятной духовной силой, художественным единством, законченностью и высоким художественным достоинством. Он создал яркий, но трагичный образ. 
Благодаря мастерству Пушкина «Пир во время чумы» живёт в отдельности от пьесы Уилсона.
Само выражение «пир во время чумы» стало фразеологизмом, обозначающим праздность, беспечность и веселье во время всеобщего бедствия.

## Адаптации
- В 1979 году в СССР был снят фильм «Маленькие трагедии», в котором нашёл место и «Пир во время чумы». Главные роли исполнили Александр Трофимов (Председатель) и Иван Лапиков (священник).
- Спектакль театра «У Никитских ворот»; свободная фантазия на пушкинские стихи; режиссёр Марк Розовский.
- На сюжет «Пира во время чумы» были написаны оперы Цезарем Кюи (1900), Сергеем Прокофьевым (1909), Борисом Асафьевым (1940), Александром Гольденвейзером (1942), Владимиром Кобекиным (1980).